# Audi R8

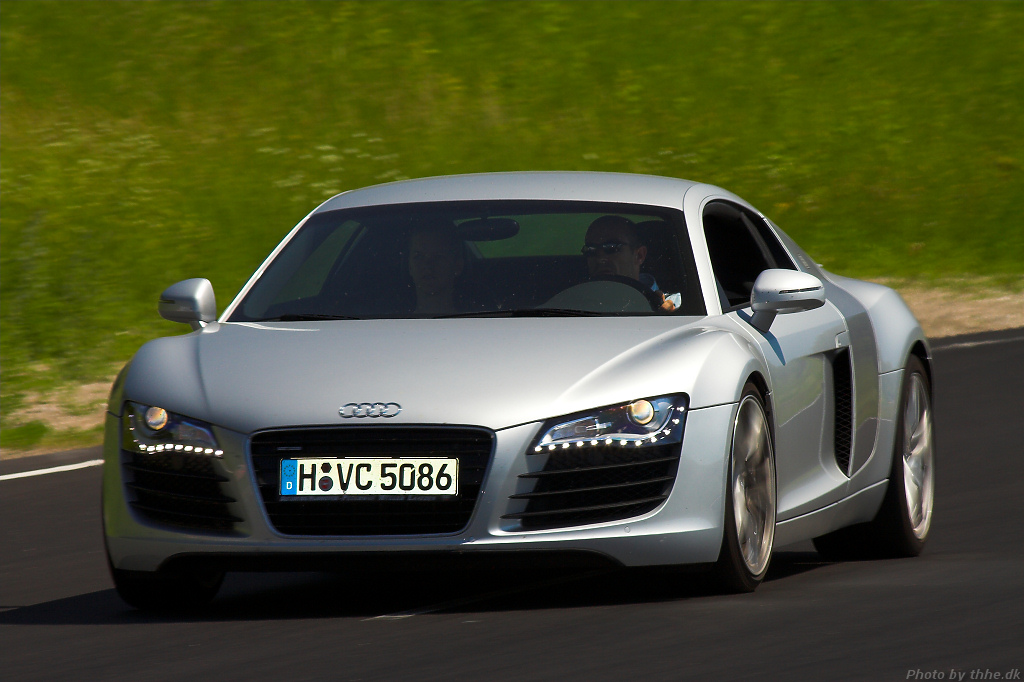
Audi R8

L'Audi R8 és un automòbil esportiu d'altes prestacions produït pel fabricant alemany Audi des de l'any 2007. Tres anys després d'haver presentat el prototip d'automòbil Le Mans quattro (basat en el cotxe que va guanyar sis vegades les 24 Hores de Le Mans), l'R8 de carrer va debutar en el Saló de París del 2006.

## Disseny
La disposició del motor és central posterior, per primera vegada en la història d'Audi. Un dels models que es va usar com a inspiració d'aquest R8 va ser l'Auto Union Tipus C. D'aquesta forma, amb un motor central s'assoleix una distribució del pes gairebé perfecta, amb el 44% al morro i el 56% a la cua.
La carrosseria de l'R8 està construïda completament en alumini. Les preses d'aire no només són un element estilístic, sinó que ajuden a millorar l'aerodinàmica i a ventilar el motor.
Com els prototips que corren a Le Mans, l'habitacle està desplaçat cap endavant i acaba amb un gran vidre posterior descendent, a través de la qual es visualitza el motor.
La cua és més ampla que el morro, com al Lamborghini Countach, marca que també forma part del Grup Volkswagen. És a més el primer vehicle de producció del món que incorpora el sistema LED també en les òptiques davanteres. Això li permet tenir una variada gamma de formes d'il·luminació, i va donar als seus dissenyadors la possibilitat de jugar amb les formes del morro.

## Interior
L'arquitectura de l'habitacle està orientada bàsicament cap al conductor. El volant, com qualsevol esportiu modern, tallat en la seva part inferior, ja que és l'única forma de donar lloc a les cames. El disseny combina molta modernitat i alguns tocs retro, com es veu en la forma dels rellotges.
La tapisseria és de cuir, però es pot sol·licitar butaques especials, desenvolupades per quattro GmbH. Darrere de les butaques hi ha un petit espai de 100 litres de capacitat per a desar dues bosses o, segons els dissenyadors, dues bosses de pals de golf.

## Mecànica
El motor de l'R8 és un gasolina V8 amb quatre vàlvules per cilindre i injecció directa FSI, relacionada amb la d'altres models del Grup Volkswagen. La seva potència màxima és de 420 CV a 7800 rpm, i el seu parell motor màxim és de 430 Nm. Entre les 3.500 i 7.600 rpm, el parell motor és superior a 385 Nm.
L'R8 accelera de 0 a 100 km/h en 4,6 s i la seva velocitat màxima és de 301 km/h, fregant les 8.250 rpm.
També hi ha una versió amb un motor V10 de 5.204 cc que dona 525 CV de potència a 8.000 rpm. El seu parell motor màxim és de 530 Nm a 6.500 rpm. Aquest, pesa 258 kg, 31 kg més que el V8 del R8 4.2. Aquest Audi R8 5.2 FSI quattro accelera de 0-100 km/h en tan sols 3,9 segons i la seva velocitat màxima és de 319 km/h.
La lubricació del R8 es realitza amb càrter sec, per a evitar problemes de lubricació sota fortes acceleracions laterals.
L'R8 posseïx el sistema de tracció integral Quattro i està disponible amb una caixa de canvi manual de sis marxes i una automàtica, aquesta darrera anomenada R-tronic. No hi ha connexió física entre la palanca i la caixa, sinó que la informació es transmet sense fils.

## Suspensió i pneumàtics
La suspensió és de doble braç en ambdós eixos, i incorpora la tecnologia "Audi Magnetic Ride". Els amortidors tenen un líquid magnètic la viscositat del qual pot canviar-se per a endurir o ablanir la suspensió, triada d'acord amb cada situació a través d'una computadora la qual a través d'uns magnets reagrupa les partícules metàl·liques dintre del fluid fent el líquid més viscós. Amb això, es dificulta el pas del fluid d'una cambra a l'altra aconseguint més duresa en l'amortidor.
Les cobertes tenen una grandària 235/40 R18 endavant i 285/35 R18 endarrere. El centre de gravetat és baix a causa de l'escassa altura de l'automòbil, i fa que augmenti l'estabilitat en efectuar girs.